# Suore della Sacra Famiglia di New Orleans
Le Suore della Sacra Famiglia (in inglese Sisters of the Holy Family of New Horleans) sono un istituto religioso femminile di diritto pontificio: le suore di questa congregazione pospongono al loro nome la sigla S.S.F.

## Storia
Le origini dell'istituto risalgono al 1825: giunta in Louisiana dalla Francia Jeanne Aliquot venne salvata dall'annegamento da uno schiavo di colore e decise di consacrarsi all'educazione dei figli dei neri; rifiutata dalle orsoline, aprì una propria scuola. Le sue collaboratrici furono due donne di colore: Juliette Gaudin e Henriette DeLille (1813-1862).
La DeLille, assieme alla Gaudin e alla Aliquot, diede inizio alla congregazione a New Orleans il 21 novembre 1842 con il consenso del vescovo Napoleon Joseph Perché. Nel 1876 le suore estesero il loro apostolato dall'istruzione all'assistenza agli orfani.
La congregazione ricevette il pontificio decreto di lode il 9 dicembre 1952.

## Attività e diffusione
Le religiose si dedicano a varie forme di apostolato, specialmente a favore della popolazione di colore.
Le suore sono presenti soprattutto in Louisiana; la sede generalizia è a New Orleans.
Nel 2007 la congregazione contava 117 religiose.